# 三戶站
三戶站（日语：／ Sannohe eki */?）是屬於青森鐵道青森鐵道線的鐵路車站，位於青森縣三戶郡南部町。本站是舊南部町的中心車站，現時為其中一班區間車的總站。除早上1班能直通至JR八戶線外，其餘區間車均只限行走於青森鐵道的區域內，亦只至八戶站止。
在青森鐵道接手經營前的日本國鐵及東日本旅客鐵道（JR東日本）時代，本站曾是東北本線多種優等列車的停車站，如特急「津輕」及寢台特急「白鶴」（はくつる）等，並設有站長。青森鐵道接手後，因公司規模較小，在人手較少及精簡架構下而撤去站長，本站亦降格為簡易委託化。之後青森鐵道接辦縣內其他原東北本線的車站，使本站在2010年升格為直營站，由正式員工駐守車站，但仍歸八戶站所管理。現時除了1班上行的快速列車（在青森鐵路區間為各站停車）外，其餘全為普通列車。

## 車站結構

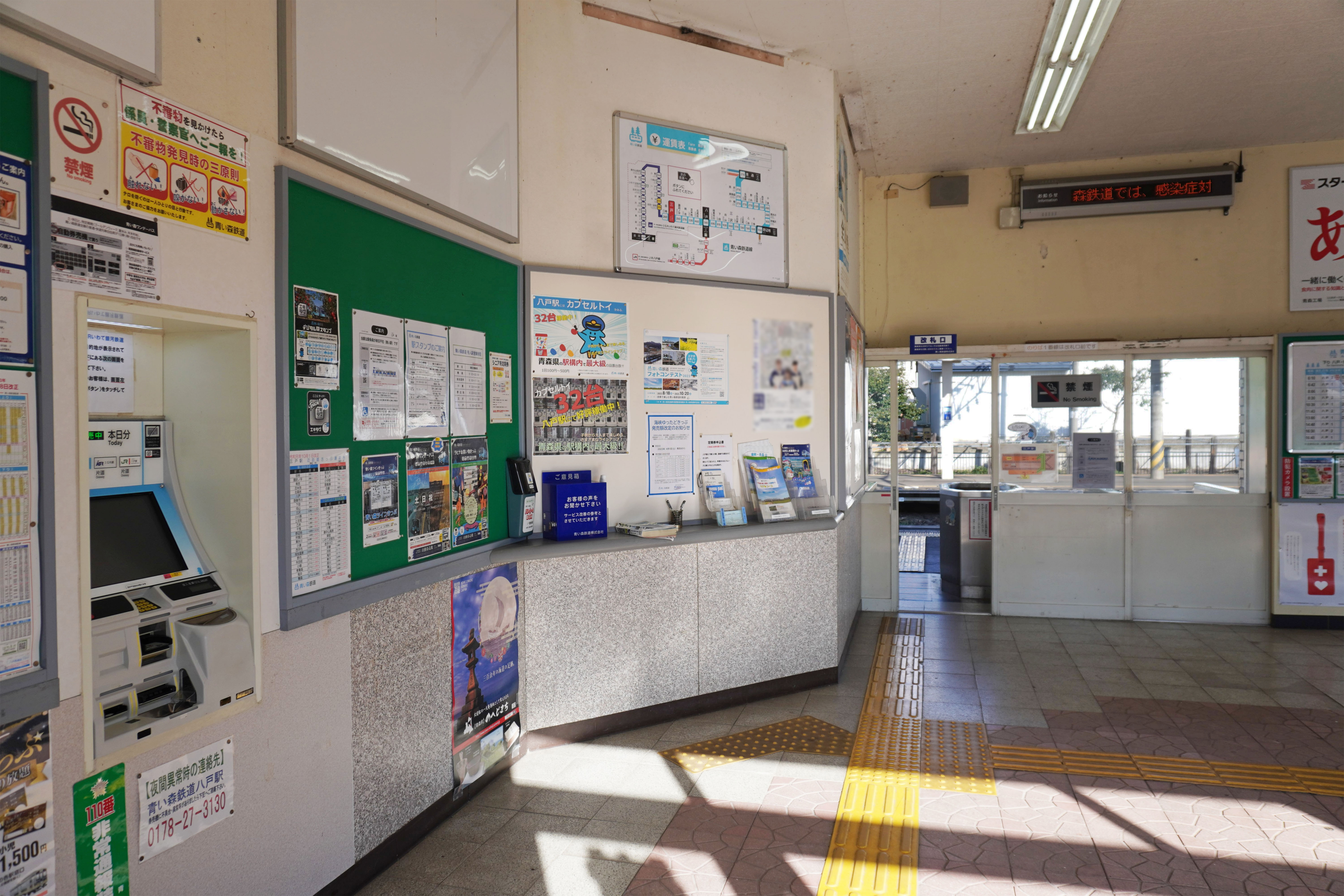
驗票閘口（2023年9月）

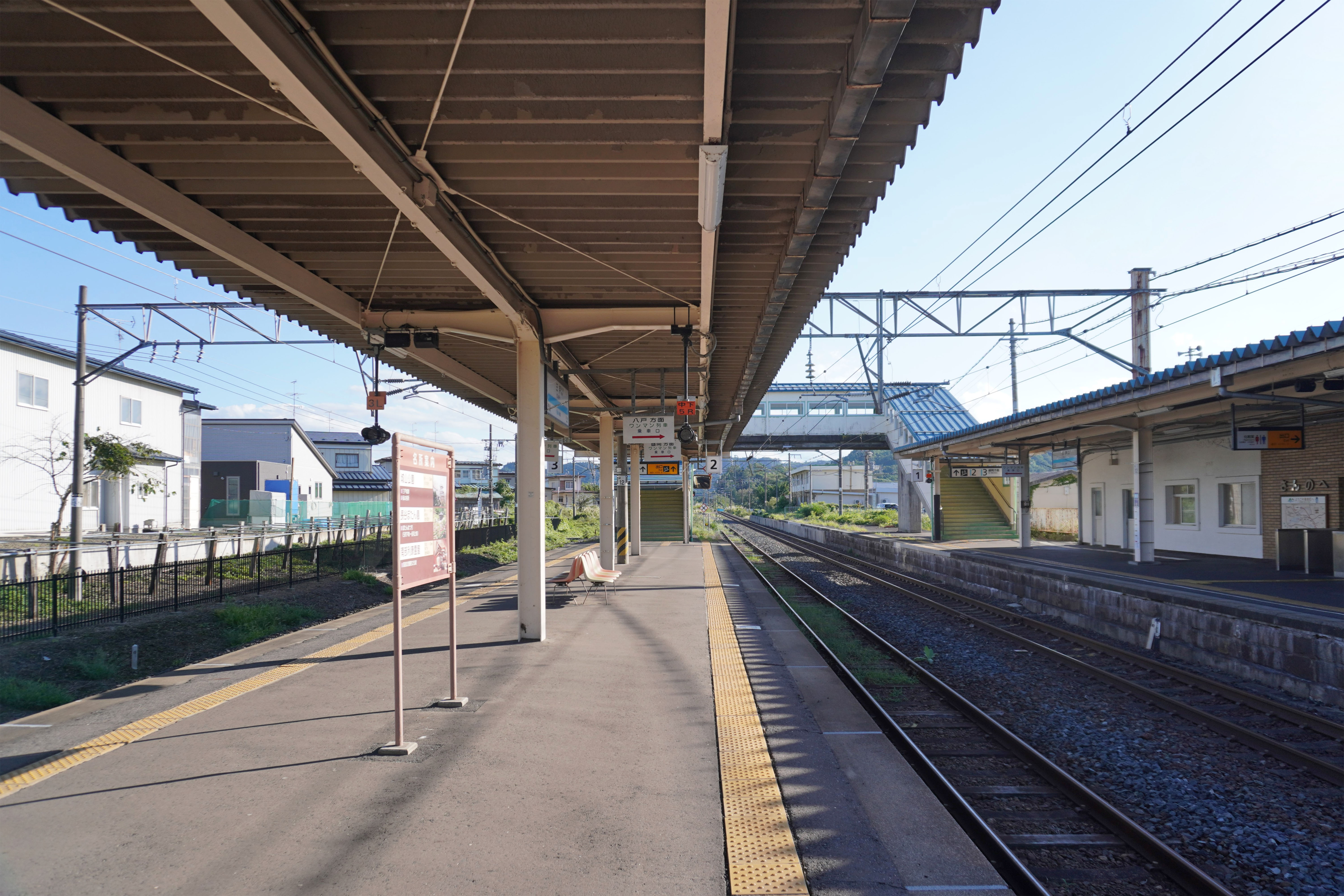
月台（2023年9月）

本站的站房為以鋼筋及混凝土所建成的單層站房，規模和配置與鄰站目時站相近。中間為車站入口，並能直通至人工驗票閘口，右側則為候車室。由於本站過往為特急列車的停靠站，面積相對較大，因此設有不少的候車座椅。青森鐵道接手後把部份候車室位置交由當地的町觀光協會，平時作靜態觀光推廣，特別日子可改為開放式攤檔以招呼旅客。左側為服務窗口、舊站長室、小商店及自動售票機位置；其中小商店自2005年起便一直空置至今。
本站的月台皆位於地面。由於過去是優等列車的停靠站，因此本站月台的配置為1座側式月台和1座島式月台共2面3線，側式月台與站房相鄰；島式月台則以跨線行人天橋連接。由於本站過去為特急列車停靠站，月台的有效長度都比鄰近車站為長，現時則只採用靠近閘口（側式月台）及行人天橋口（島式月台）及其附近位置停靠。

### 月台配置
| 月台 | 路線        | 方向 | 目的地         | 備註     |
| ---- | ----------- | ---- | -------------- | -------- |
| 1    | ■青森鐵道線 | 下行 | 八戶、青森方向 |          |
| 2    | ■青森鐵道線 | 下行 | 八戶、青森方向 | 此站始發 |
| 2    | ■青森鐵道線 | 上行 | 二戶、盛岡方向 | 部分列車 |
| 3    | ■青森鐵道線 | 上行 | 二戶、盛岡方向 |          |

## 歷史
- 1891年9月1日：日本鐵道三戶站開業，當時漢字站名寫作。
- 1906年11月1日：日本鐵道國有化。
- 1907年11月1日：漢字站名改成。
- 1984年2月1日：貨物提取服務取消。
- 1987年4月1日：國鐵分割民營化，本站由JR東日本繼承經營。
- 2002年12月1日：東北新幹線延長至八戶，本站改由青森鐵路管理。撤去站長，降為簡易委託站
- 2005年11月：站內便利商店結束營業。
- 2010年12月4日：昇格為直營站。

## 相鄰車站
青森鐵道
■青森鐵道線
目時－三戶－諏訪平

## 外部連結
- 青森鐵道三戶站（页面存档备份，存于）（日語）
- JR東日本時代的三戶站。（日語）